# Peugeot Typ 29
Der Peugeot Typ 29 ist ein frühes Automodell des französischen Automobilherstellers Peugeot, von dem von 1899 bis 1900 im Werk Audincourt 5 Exemplare produziert wurden.
Die Fahrzeuge besaßen einen Zweizylinder-Viertaktmotor eigener Fertigung, der im Heck liegend angeordnet war und über Kette die Hinterräder antrieb. Der Motor leistete 12 PS.
Bei einem Radstand von 230 cm betrug die Fahrzeuglänge 330 cm und die Fahrzeughöhe 235 cm. Die Karosserieform „Break“ bot Platz für zehn Personen.